# Bob Scott

a Compétitions nationales et continentales officielles uniquement.

b Matchs officiels uniquement.
Robert William Henry Scott dit Bob Scott, né le 6 février 1921 à Wellington et mort le 16 novembre 2012 à Coromandel,, est un joueur néo-zélandais de rugby à XV qui a joué avec l'équipe de Nouvelle-Zélande au poste d'arrière.  

## Biographie
Bob Scott joue au rugby à XIII dans sa jeunesse avec le Ponsonby club avant de changer pour le rugby à XV lorsqu'il rejoint l'armée en 1942. Il joue en club avec l'équipe d'Auckland. Il dispute son premier test match avec l'équipe de Nouvelle-Zélande le 14 septembre 1946 contre l'Australie. Son dernier test match a lieu contre la France le 27 février 1954. Bob Scott participe à une série contre les Sud-Africains en Afrique du Sud, historique avec quatre défaites des All Blacks contre les Springboks. Il joue ensuite contre les Lions britanniques en disputant quatre matchs de la tournée de 1950, récoltant trois victoires et un match nul.
En 1953-1954 il est sélectionné à cinq reprises avec les All Blacks, qui font une tournée en Europe et en Amérique du Nord. Il perd contre le pays de Galles 8-13. Il participe ensuite à la victoire contre l'Irlande 14-3 puis à celle sur l'Angleterre 5-0 et enfin l'Écosse 3-0. Il perd contre la France 0-3 le 27 février 1954,.

## Statistiques en équipe nationale
- 17 sélections avec l'équipe de Nouvelle-Zélande
- 74 points (16 transformations, 12 pénalités, 2 drops)
- Nombre total de matchs avec les All Blacks :  52
- Sélections par année : 2 en 1946, 2 en 1947, 4 en 1949, 4 en 1950, 1 en 1953, 4 en 1954.